# Волфах
Волфах (њем. Wolfach) град је у њемачкој савезној држави Баден-Виртемберг. Једно је од 51 општинског средишта округа Ортенау. Према процјени из 2010. у граду је живјело 5.843 становника. Посједује регионалну шифру (AGS) 8317145.

## Географски и демографски подаци
Волфах се налази у савезној држави Баден-Виртемберг у округу Ортенау. Град се налази на надморској висини од 262 метра. Површина општине износи 68,0 km². У самом граду је, према процјени из 2010. године, живјело 5.843 становника. Просјечна густина становништва износи 86 становника/km².

## Међународна сарадња
| Мјесто          | Држава     | Врста сарадње | Од    |
| --------------- | ---------- | ------------- | ----- |
|                 | Француска  | партнерство   | 1965. |
| Ричфилд         | САД        | партнерство   | 1989. |
| Кавалер на Мору | Француска  | партнерство   | 1984. |
| Кројцлинген     | Швајцарска | контакт       | 1947. |
| Извор           |            |               |       |